# Alarik Wachtmeister (1890–1953)
Alarik Wachtmeister af Johannishus, född 20 juli 1890 i Karlskrona amiralitetsförsamling, Blekinge län, död 11 mars 1953 i Nacka församling, Stockholms län, var en svensk greve och sjöofficer (konteramiral).

## Biografi
Wachtmeister blev sjökadett 1904, underlöjtnant 1910, löjtnant 1914 och var kadettofficer vid Kungliga Sjökrigsskolan (KSS) 1918-1920. Wachtmeister genomgick Kungliga Sjökrigshögskolan allmänna kurs 1919 och blev kapten samma år. Han genomgick kurs vid franska marinens artilleriskola i Toulon 1921, blev kommendörkapten av andra graden 1936, av första graden 1938 och kommendör vid flottan 1942.
Wachtmeister var adjutant hos varvschefen i Stockholm 1913-1914, ledamot i kommittén för utarbetandet av nya artilleriskjutregler 1922 och tjänstgjorde vid artilleridepartementet i Karlskrona 1923-1925. Han var flaggadjutant vid kustflottan (pansarskeppet Gustav V) 1924, flaggadjutant vid vintereskadern 1924-1925, fartygschef på Skagul 1925, flaggadjutant vid kustflottan 1925 och flaggadjutant i högste befälhavaren över kustflottans stab 1926-1929 (pansarskeppet Sverige). Wachtmeister tjänstgjorde vid marinförvaltningens artilleri och ingenjörsavdelning 1929-1934, var adjutant hos kronprins Gustaf Adolf 1930, fartygschef på Örnen 1931 samt sekond på pansarkryssaren Fylgia under expeditionen till Ostindien och Ceylon 1931-1932. Han var ledamot av Sjöhistoriska museets nämnd 1932-1934, biträdande kontrollant vid flygplanskryssaren Gotlands byggnation 1934, sekond på Gotland 1934 och chef för 5. matroskompaniet 1935-1936. Wachtmeister var chef för sjömanskårens skolor i Karlskrona 1936-1938, fartygschef på pansarskeppet Drottning Victoria 1938-1940, på pansarskeppet Sverige 1940, chef för sjömanskårens skola i Stockholm 1940-1942, chef för Stockholmseskadern 1942-1943 och chef för Stockholms örlogsstation 1943.
Han deltog i utarbetandet av ett flertal stridsreglementen för flottan (allmänna stridsregler, skyddstjänstinstruktioner, gasskyddsinstruktioner, artilleriskjutregler, sjukvårdsinstruktioner med flera) samt lärobok i sjömanskap för KSS. Wachtmeister var ledamot av Kungliga Örlogsmannasällskapet.

### Familj
Wachtmeister var son till viceamiral, greve Carl Alarik Wachtmeister och friherrinnan Helja Sofia född von Otter. Han gifte sig 1919 med Anna Margit Otta Stockenberg (1894-1968), dotter till sekreteraren i kommerskollegium, vice häradshövdingen Jonas Anders Stockenberg och friherrinnan Natalia Jakobina Lilliecreutz. Han var far till Hans Alarik Wachtmeister (1922-2013). Wachtmeister avled 1953 och gravsattes Galärvarvskyrkogården.

## Utmärkelser
Wachtmeisters utmärkelser:
- Riddare av Svärdsorden (RSO)
- Riddare av Vasaorden (RVO)
- Officer av Lettiska Tre stjärnors orden (OffLettTSO)
- Officer av Portugisiska Säo Bento de Avizorden (OffPSBd’AO)
- Riddare av Danska Dannebrogsorden (RDDO)
- Riddare av Finlands Vita Ros’ orden (RFinlVRO)
- 4. klass av Japanska Uppgående solens förtjänstorden (JUSO4kl)
- Riddare av 3. klass av Ryska Sankt Stanislaus-orden (RRS:tStO3kl)